# Přilby z Veksø

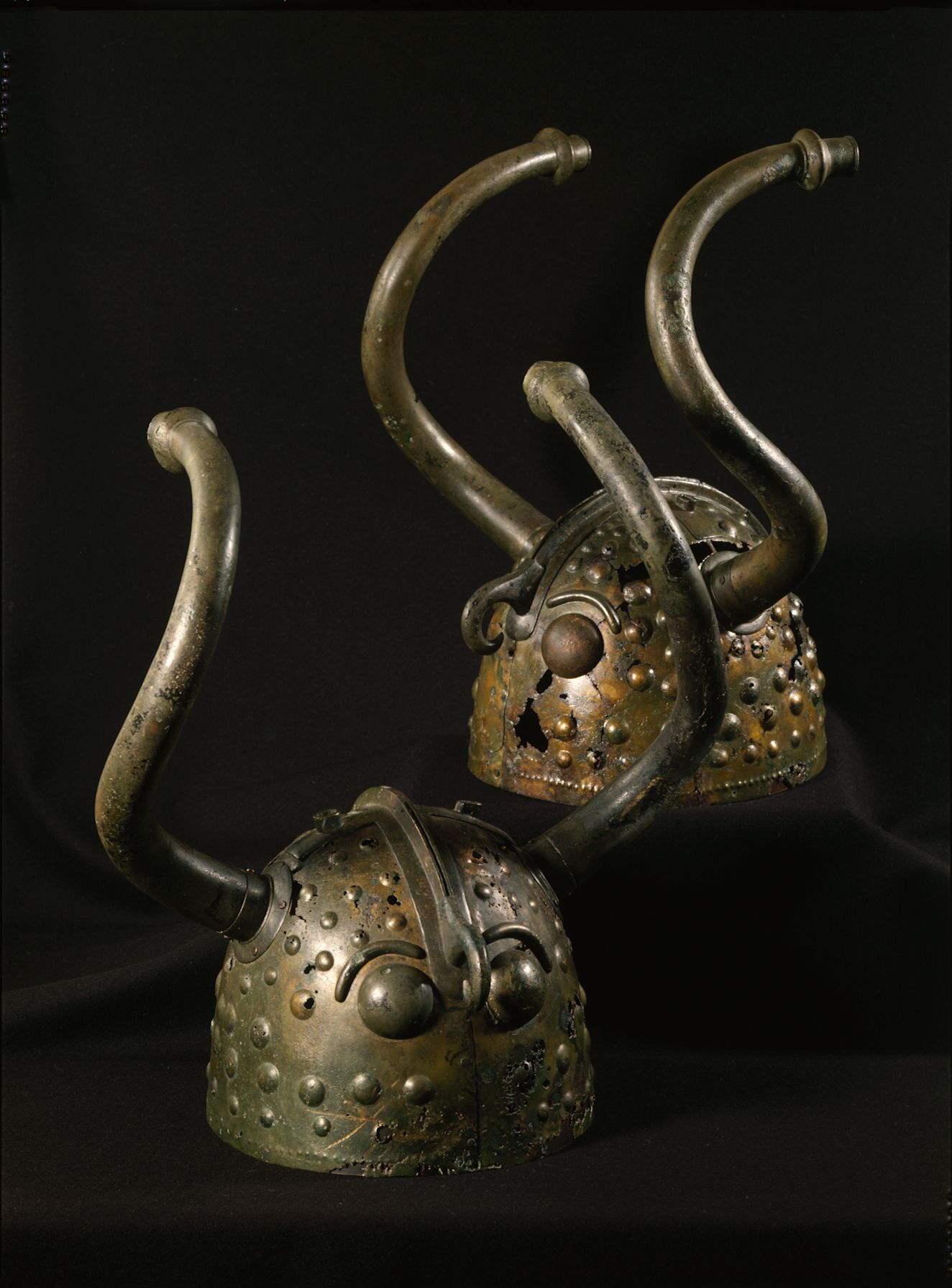
Dvě obřadní přilby z Veksø, Národní muzeum Dánska

Přilby z Veksø jsou dvě obřadní přilby s rohy datované do doby železné. Objeveny byly poblíž Veksø na Sjællandu v Dánsku.

## Nález
V roce 1942 byly přilby nalezeny během výkopu v místě těžby rašeliny v Brøns Mose nedaleko Veksø v hloubce asi 70 cm. Nález byl považován za odpad a odložen. Při pozdější kontrole bylo zjištěno, že jde o zdobený bronzový předmět s připojenou dřevěnou deskou s drážkou vypadající jako stojan na helmu. Během následného archeologického průzkumu provedeného v témže roce v místě nálezu byly objeveny další části přilby. Analýzou provedenou ve 40. letech 20. století bylo zjištěno, že přilba mohla být původně zdobena peřím. První zpráva o přilbách byla publikována v roce 1946.
V době bronzové bylo v Brøns Mose pravděpodobně jezero a přilby mohly být votivním darem. Podle radiokarbonové metody jsou dřevěné části starší než přilby. V místě nálezu byly nad přilbami nalezeny i fragmenty hrnců, ale souvislost nebyla prokázána.

## Popis

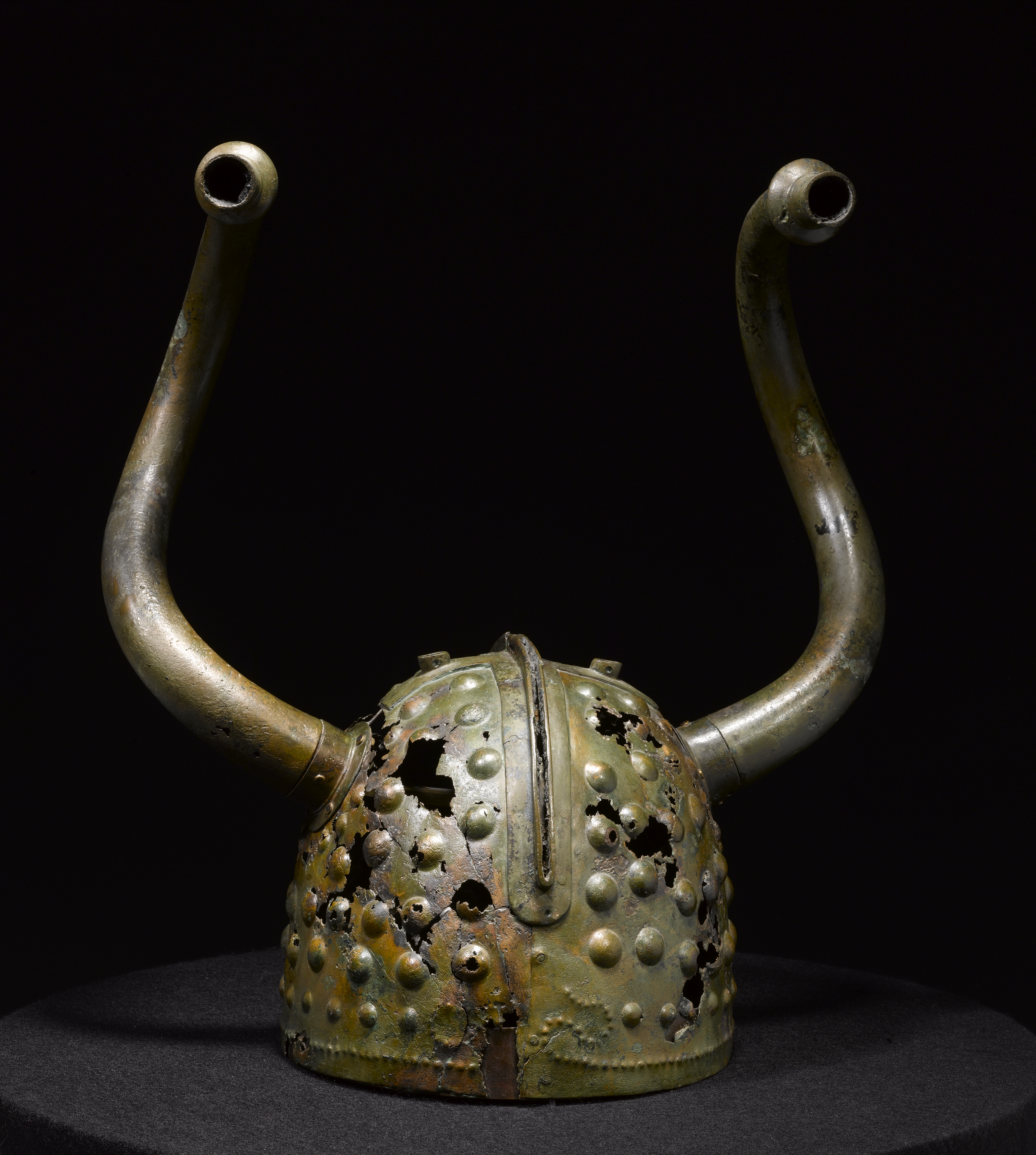
Zadní strana přilby z Veksø

Obě přilby jsou téměř identické konstrukce. Primárním materiálem pro jejich výrobu byl bronz s vysokým obsahem cínu a s malou příměsí olova, arsenu, antimonu a niklu a se stopami stříbra. Stylově se podobají dobovým textilním pokrývkám hlavy a také kovovým přilbám kultury popelnicových polí. Polokoule byly vyrobeny ze dvou vykovaných částí spojených nýty, a to ve švu probíhajícím zepředu dozadu přes vrchol přilby. Oba konce hřebene byly zakončeny dolů směřujícím „hákem“, který měl pravděpodobně symbolizovat zobák dravce.
Rohy přileb mají tvar písmene „S“ a připomínají rohy býka. V kování mezi rohy a hřebenem bylo umístěno ptačí peří a je možné, že hřeben byl původně ozdoben kožešinou. Přilba má antropomorfní vzhled spojený s určitými zoomorfními prvky.

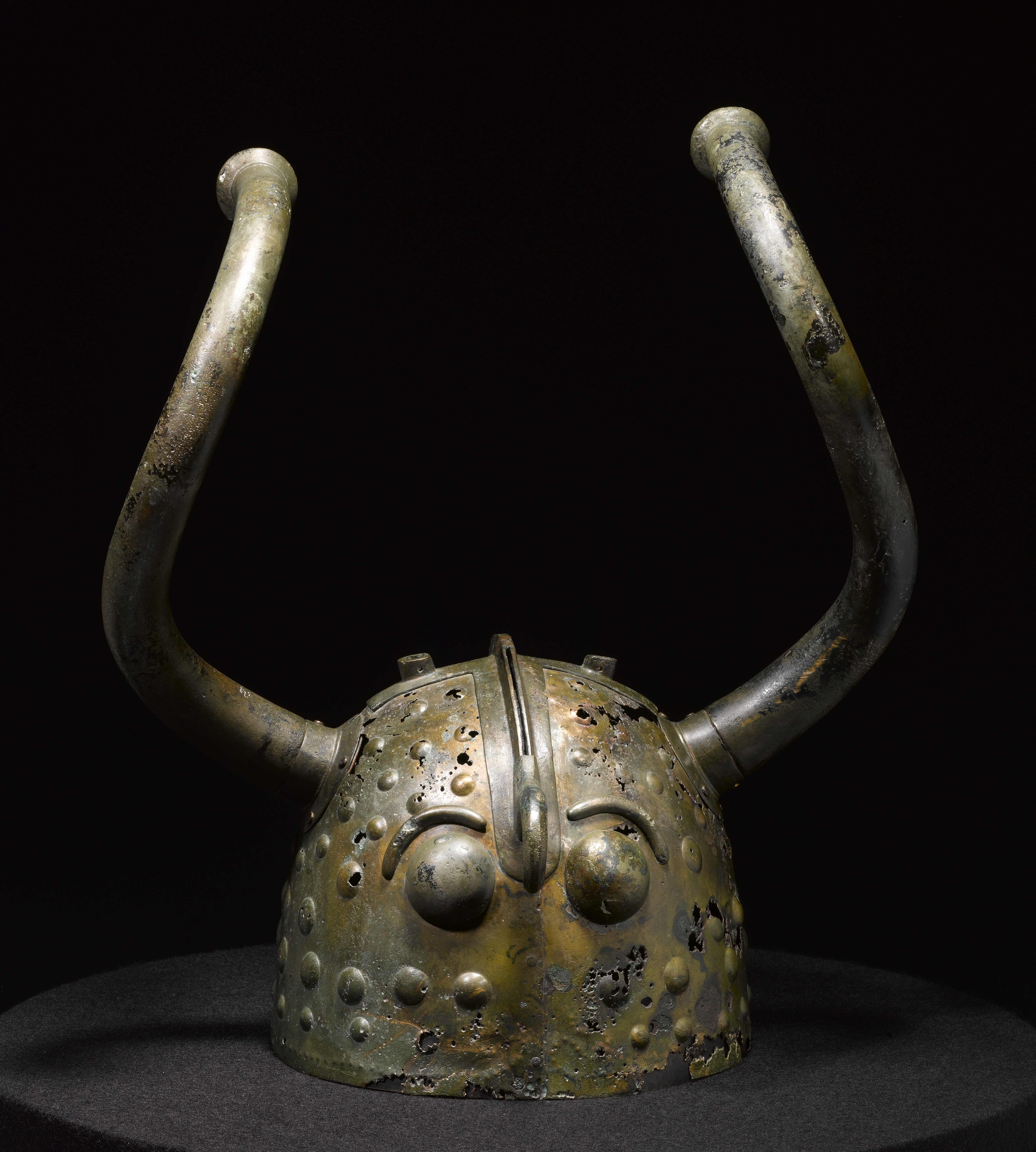
Přední strana přilby z Veksø

Celkově design přileb vychází z helem kultury popelnicových polí, ale přebírá některé prvky ze severské kultury. Některé prvky, jako například býčí rohy odkazují na Sardinii či se rohaté přilby ve stejné době vyskytovaly u mořských národů.
Vandkilde uvádí, že přilby byly vyrobeny ve Skandinávii s využitím evropských technik opracování bronzu. Další je považují za export z Itálie. Tvar rohů připomíná rohy italského dlouhorohého skotu, který byl podtypem druhu Bos primigenius.

## Význam přileb a jejich použití
Vysvětlení významu „dvojčecích“ přileb lze hledat v interpretacích víry doby bronzové, kdy bývá slunce symbolizováno „božskými dvojčaty“. Jiné interpretace přikládají význam tomu, že přilby symbolizují válku či mají nějaký vztah k indoevropskému náboženskému mýtu o božských blížencích. Alternativně byly přilby interpretovány jako dědictví či že jejich nošení dávala dotyčnému určitý společenský status. Bylo zvažováno i jejich rituální použití a to, že buď nositeli dodávali sílu či jej spojovali ze zvířecím nebo božským světem. Poloha nálezu v rašeliništi, které bývalo vodní plochou, je řadí mezi votivní dary.

## Podobné archeologické nálezy
Na jiných místech byly nalezeny figurky dvojčat s rohy pocházející z podobného období a oblasti. Jednalo se o bronzové figurky s rohatými přilbami nalezené v Grevensvænge. Podobné vyobrazení bylo nalezeno i na jhu nalezeném ve Fogdarpu. Stejně tak podobné scény byly nalezeny na břitvě z Vestrupu či na skalních rytinách.